# The Amazing Grace
The Amazing Grace es una película de drama histórico de 2006 escrita por Jeta Amata y Nick Moran, dirigida por Jeta Amata y producida por Jeta Amata y Alicia Arce. Está protagonizada por Joke Silva, Nick Moran, Scott Cleverdon, Mbong Odungide, Fred Amata y Zack Amata. Recibió 11 nominaciones y ganó el premio a la mejor fotografía en los Premios de la Academia de Cine de África en 2007.

## Sinopsis
Ocasionalmente narrada por Joke Silva, se cuenta la historia y cambio del comerciante de esclavos británico John Newton (Nick Moran), navegando a lo que actualmente es Nigeria para comprar esclavos. Posteriormente, cada vez más conmocionado por la brutalidad de la esclavitud, abandona el comercio y se convierte en sacerdote anglicano. Newton escribió más tarde el himno redentor Amazing Grace y se convirtió en abolicionista.

## Elenco
- Nick Moran como John Newton
- Joke Silva como Maria Davies
- Scott Cleverdon como Oliver
- Mbong Odungide como Ansa
- Fred Amata como Etim
- Zack Amata como sacerdote del pueblo
- Itam Efa Williamson como Orok
- James Hicks como Simmons
- Ita Bassey como Jefe
- Nick Goff como Rupert

## Melodía
Según el filme, la melodía del himno "Amazing Grace" proviene de una canción africana. Pero en realidad, más de veinte escenarios musicales de "Amazing Grace" circularon con diversa popularidad hasta 1835 cuando William Walker asignó las palabras de John Newton a una canción tradicional llamada "New Britain", que era en sí misma una amalgama de dos melodías ("Gallaher" y "St. Mary") publicado por primera vez en Columbian Harmony por Charles H. Spilman y Benjamin Shaw (Cincinnati, 1829).